# گرفتن دزد
گرفتن دزد (به انگلیسی: A Thief Catcher) فیلمی کوتاه و صامت، به کارگردانی فورد استرلینگ با بازی چارلی چاپلین و تولید سال ۱۹۱۴ می‌باشد. این فیلم از دست رفته بود اما در سال ۲۰۱۰ در یک عتیقه فروشی کشف شد.

## بازیگران
- فورد استرلینگ - رئیس
- چارلی چاپلین - پلیس
- ویلیام هابر - پلیس
- جورج جسک - پلیس
- ادگار کندی - کلاهبردار
- روب میلر - پلیس
- مک سوین - کلاهبردار